# Glacier Erebus
Pour les articles homonymes, voir Erebus.
Le glacier Erebus est un glacier de l'Antarctique situé dans le sud-ouest de l'île de Ross, remarquable par sa langue glaciaire se prolongeant dans la mer de Ross,.

## Géographie

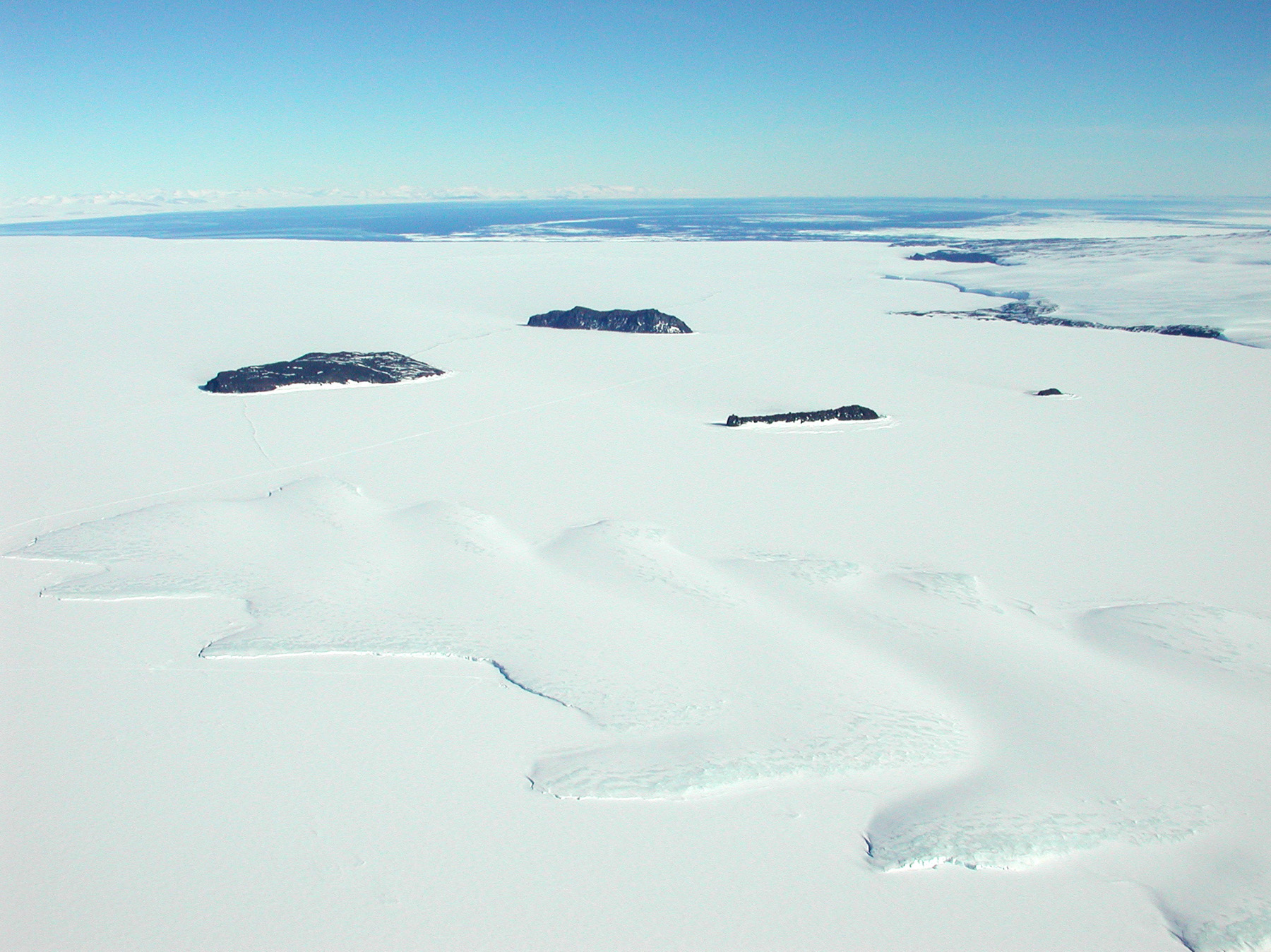
Vue aérienne de l'extrémité du glacier Erebus avec les îles Dellbridge au second plan.

Le glacier Erebus est situé en Antarctique, dans le sud-ouest de l'île de Ross. Il naît sur le bas du flanc sud du mont Erebus, atteint le détroit de McMurdo au début de la péninsule de Hut Point et s'y prolonge par une langue terminale s'avançant dans la baie Erebus sur onze à douze kilomètres jusqu'au niveau des îles Dellbridge,. Son épaisseur passe d'environ 50 mètres à sa naissance à environ 300 mètres au niveau du rivage de l'île de Ross. Sa hauteur émergée dans la baie, qui atteint 475 mètres de profondeur, est d'une dizaine de mètres. L'existence de la langue terminale dans la baie Erebus est permise par la présence des caps Evans et Royds au nord qui la protègent de la houle venue de la mer de Ross ainsi que de la présence de la péninsule de Hut Point à l'est qui dévie les glaces de la plateforme de glace de Ross vers le sud.
Les bords de la langue terminale du glacier Erebus sont parsemés de grottes de glace créées par l'action des vagues et en partie recouvertes par des ponts de neige. Ces grottes constituent une attraction touristique pour le personnel des bases Scott et McMurdo en raison de la présence de stalactites de glace, de cristaux de glace imbriqués, de la diffusion de la lumière dans le glacier qui le rend bleu, etc.
Des observations sous-marines du dessous de la langue terminale sont obtenues par l'installation de caméras sur des phoques de Weddell. Ces images révèlent la présence de rochers mais aussi de poissons morts pris dans les glaces. Elles montrent également que des grottes sous-marines servent de refuges aux phoques de Weddell qui cherchent à échapper à leurs prédateurs comme les orques ou les léopards de mer. Ces phoques de Weddell constituent la faune la plus visible dans la baie Erebus, 300 à 400 phoques y naissant chaque année, avec les manchots empereurs et Adélie.

## Dynamique
Le glacier Erebus, et plus particulièrement sa langue terminale flottant dans la baie Erebus et n'étant rattachée à la terre ferme que par la partie terrestre du glacier, est soumis à d'importantes contraintes internes et externes qui influent sur sa forme, sa longueur et sa pérennité.
La partie terrestre du glacier Erebus est parcourue de plusieurs zones analogues aux courants glaciaires mais en taille plus réduite. Au contact de ses différents courants se déplaçant à des allures différentes se produisent des tensions à l'origine de crevasses. Le contact entre la roche et la base du glacier est également à l'origine de tensions ralentissant le glacier hormis au cours de brusques avancées lorsque la lubrification par l'eau de fonte l'emporte sur les forces de friction. Les phases de la lune pourraient aussi avoir une influence sur la vitesse d'écoulement du glacier d'après une étude britannique de 2006 sur un autre glacier en Antarctique. Toutefois, le phénomène le plus significatif dans la dynamique du glacier reste la survenue de surges qui accroissent fortement la longueur de la langue terminale. Actuellement, cette dernière connaît une croissance annuelle de 160 mètres.
Bien que protégée de la houle venue de la mer de Ross par les caps Evans et Royds situés au nord, la langue terminale est soumise à l'action des vagues, notamment en période estivale lorsque le détroit de McMurdo est libéré des glaces par la fonte de la banquise. Ces vagues ont une fonction de cisaillement de la glace qui crée les bords dentelés de la langue terminale et sont à l'origine de la formation des grottes glaciaires sur ses bords. À l'inverse, à chaque période hivernale, la progression de la langue terminale se retrouve entravée par la banquise. Ce phénomène cyclique est à l'origine de zones de compression localisées de la langue terminale qui se cisaille, se rompt et forme des icebergs tabulaires lors de la débâcle de la banquise. Des débâcles plus importantes surviennent parfois comme en mars 1911 lorsque les membres de l'expédition Terra Nova observent le détachement de quatre kilomètres de glace, au début des années 1940 ou encore en mars 1990 lorsque ce sont 3,5 kilomètres de glace qui se détachent.

## Histoire

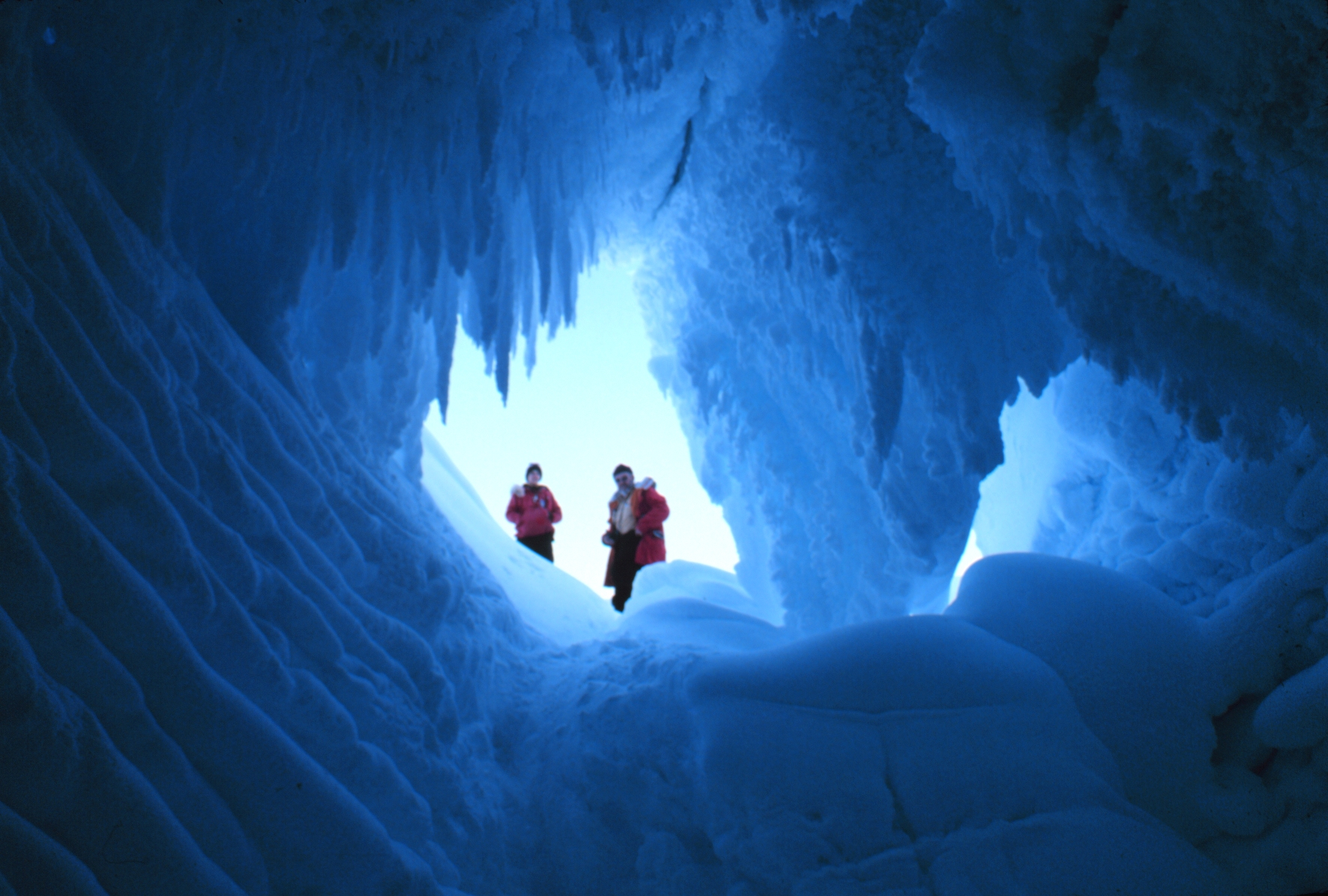
Deux personnes observent une grotte de glace dans le glacier Erebus.

Le glacier Erebus et sa langue terminale sont découverts et cartographiés au cours de l'expédition Discovery entre 1901 et 1904 menée par Robert Falcon Scott et baptisés en l'honneur du mont Erebus,.
D'importants vêlages de sa langue terminale se produisent comme en mars 1911, dans le début des années 1940 ou en mars 1990, raccourcissant alors nettement le glacier.